# Natias Neutert

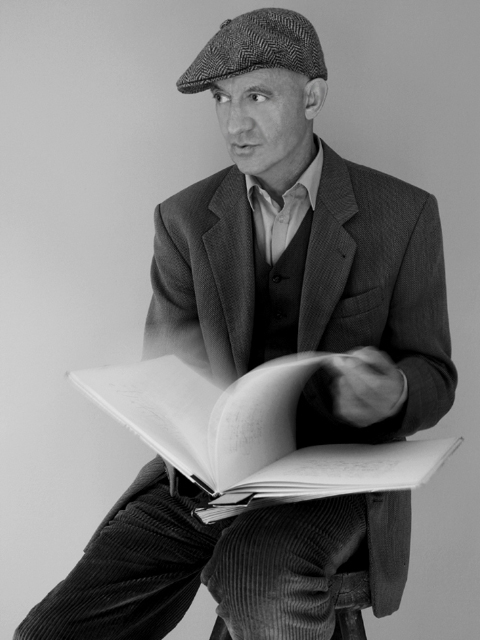
Natias Neutert, 2010 porträtiert von Nic Frechen

Natias Neutert (* 1941 in Neusalz an der Oder, Deutsches Reich) ist ein deutscher Künstler, Performer, Privatgelehrter, und Autor von Sachbüchern, der sich zunächst einen Namen als „Zaubertramp“ dann als Totalkünstler einen Namen gemacht hat. So wurde er von der Zeit 1988 im Rahmen einer längeren Rezension als „Performer, Schreiber, ein poetischer, gescheiter Zeitgenosse, und auch ein Zeichner“ beschrieben. Er lebt in Hamburg und Berlin. Die Wirkungsstätten in seiner Biografie reichen bis New York u. a. und wieder zurück nach  Quickborn, wo immer sich Auftritts- oder Ausstellungsgelegenheiten bieten.

## Leben und Werk (Auswahl)
Neutert wurde 1941 in Niederschlesien in der damals noch deutschen Stadt Neusalz an der Oder geboren. Er absolvierte erst eine Lehre als graphischer Zeichner und schrieb sich anschließend zum Studium ein: in Hamburg für Philosophie und Literaturwissenschaft an der UHH und für Kunstgeschichte an der Hochschule für bildende Künste Hamburg (HfbK) sowie am Franz-Mehring-Institut der damaligen Karl-Marx-Universität Leipzig, das für die Ausbildung von Lehrern für das marxistisch-leninistische Grundlagenstudium zuständig war. Ob auf dem Feld der „Bildkunst, Wortkunst“ oder „Darstellungskunst“ aktiv, Neuterts Basis ist stets eine an der Kritischen Theorie geschulte philosophische Praxis.
Mitte der 1960er Jahre drehte er den zweieinhalb Minuten kurzen Experimentalfilm Noch und Nöcher, der u. a. in Berlin im Kino Arsenal und beim Münchner Filmfest gezeigt wurde. Er gehörte zu den Gästen des Hamburger Szenelokals Die Palette, wo sich am „Vorabend der 68er-Revolte“ jene trafen, die „gegen den Lebensstil im Nachkriegsdeutschland rebellierten“ und dem Hubert Fichte mit seinem Roman Die Palette literarisch ein Denkmal setzte.
1968 gründete er die erste Internationale Walter Benjamin Gesellschaft in Hamburg und wurde 1971 als ‚externer Kooperationspartner’ Privatdozent für Polyästhetik an der Hochschule für Angewandte Wissenschaften Hamburg.
In der Folgezeit  betätigte er sich an nahezu allen großen Stadttheatern und bei regionalen sowie internationalen Theaterfestivals europaweit als Ein-Mensch-Theater sowie parallel dazu als Vortragsredner.

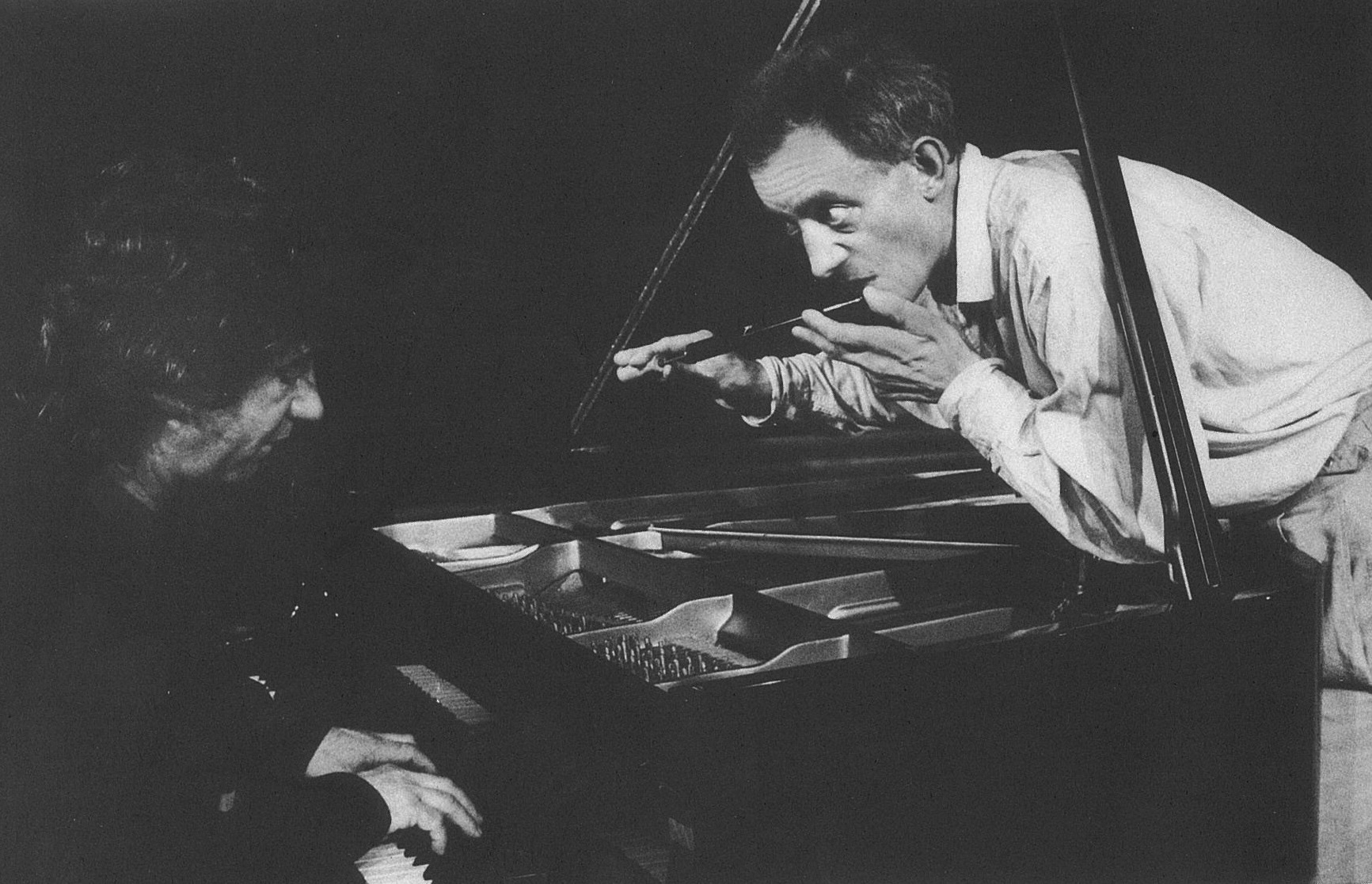
Natias Neutert mit Luftpumpe im Gropius-Bau 1988 Berlin

Für den Zeitraum von 1982 bis 1985 ist Neutert (fälschlicherweise als „Natias Neubert“) in der Filmdatenbank IMDb mit vier Beiträgen gelistet, darunter einer Rolle in dem Spielfilm Die wilden Fünfziger.
Fand die erste Einzelausstellung seiner bildkünstlerischen Werke 1965 noch in der Zinke (Galerie) in Berlin-Kreuzberg statt, so die Uraufführung seiner polyästhetischen Performance Sympathie für Piano und Pumpe 1988 im Martin-Gropius-Bau in Berlin; eine weitere Aufführung gab es in der Hamburger Kunsthalle; gemeinsam mit Adrian Wolf am Piano, während Neutert den Flötenpart auf einer Luftpumpe blies.

## Einzelausstellungen/Performances (Auswahl)
- 2025 Ab-und-zu-Orte, Gemälde, Collagen, Objekte im Levantehaus, Hamburg
- 2023 Ins Offene, v-gallery, Berlin[6]
- 2020 Eräugnisse, Collagen, Kunstverein Quickborn[14][15]
- 2019 Blickbeute, Collagen, Essays, Fotos, Gedichte, Objekte, Galerie St. Gertrude Hamburg[16]
- 1988 Sympathie für Piano und Pumpe auf Papier, Gropiusbau Berlin
- 1980 Arbeiten auf Papier. Kunst Büro Berlin
- 1978 Zirkus Zufall, Kestner Gesellschaft Hannover

## Veröffentlichungen (Auswahl)

### Essays
- Lady Dada. Essays über die Bild(er)finderin Hannah Höch. Lilienstaub & Schmidt, Berlin 2019, ISBN 978-3-945003-45-9.
- Wo sind wir, wenn wir im Bilde sind? Über Differenziale der Einbildungskraft. Essay, Lilienstaub & Schmidt, Berlin 2014, ISBN 978-3-945003-98-5.
- Das Abwesende, das stets anwesend ist. Die Beunruhigungsfigur des Denkens. In: Konrad Paul Lissmann (Hrsg.): Ruhm, Tod und Unsterblichkeit. Über den Umgang mit der Endlichkeit. (= Philosophicum Lech. Bd. 7). Paul Zsolnay Verlag, Wien 2004, ISBN 3-552-05299-2.
- Shigeru Ban. Ein sanfter Revolutionär (A Soft Revolutionary). In: Shigeru Ban Architects/Paper Tube Architecture — 10 Works 1990–2000. Galerie Kammer, Architektur und Kunst, Junius Verlag, Hamburg 2000, ISBN 3-88506-299-2.
- Dompteur des flüchtigen Augenblicks. In: Martin Pudenz: Selbst : neunundsechzig Bromöldrucke. Umschau/Braus Verlag, Heidelberg 1999, ISBN 3-8295-6816-9.

### Kinderbuch
- You can make magic. Angus & Robertson, London/Canberra 1982, ISBN 0-207-14843-0.
- 100 Tricks und Zaubereien. Rowohlt, Reinbek 1976 (10. Auflage 1993), ISBN 3-499-20119-4.

### Übersetzung
Er betätigte sich immer wieder auch als Übersetzer vom Deutschen ins Englische, unter anderem von Gottfried Benn.